# Rally Perla de África
El Rally Perla de África también llamado Rally Uganda Perla de África es uno de los eventos automovilísticos más importantes en Uganda. La prueba forma parte del Campeonato Nacional de Rally de Uganda  y del Campeonato Africano de Rally (African Rally Championship, ARC), avalado por la FIA.
La prueba es considerada muy difícil y se corre por tres días. La edición 2012 tuvo un recorrido de 644,89 km.

## Orígenes
La primera edición del Rally Perla de África tuvo lugar en 1997 como evento candidato del Campeonato Africano de Rally, inspirado en el Rally de los Grandes Lagos de Burundi en 1996. Este último fue cambiado a Uganda debido a la inestabilidad política de Burundi. Inspirado por el éxito de la prueba, Uganda decidió solicitar su propia prueba en el Campeonato Africano en 1997.
Cuando Winston Churchill visitó Uganda, la bautizó como la ‘Perla de África’, ese es el origen del nombre de la prueba.
Algunos de los pilotos más destacados en la historia automovilística de Uganda son Sospeter Munyegera, Shekhar Mehta, Satwant Singh, Charlie Lubega, Moses Lumala, Emmanuel Katto y Chipper Adams, entre otros.

## Ganadores históricos
Fuente: Motor Sport Uganda y Campeonato Africano de Rally
| Año  | Piloto                 | Copiloto          | Vehículo                 | Notas |
| ---- | ---------------------- | ----------------- | ------------------------ | --- |
| 1996 | Karim Hirji            | Frank Nekusa      | Toyota Celica ST 185     | Se llevó a caba como Rally de los Grandes Lagos, sancionado por la FIA conjuntamente con el Club Automovilístico de Burundi |
| 1997 | Chipper Adams          | Justin Beyendeza  | Toyota Supra             | Se llevó a cabo como el primer Rally Perla de África, prueba candidata al Campeonato Africano de Rally                      |
| 1998 | Charles Muhangi        | Steven Byaruhanga | Subaru Impreza           | |
| 1999 | Chipper Adams          | Justin Beyendeza  | Toyota Supra             | |
| 2000 | Charlie Lubega         | Abed Musa         | Mitsubishi Lancer Evo IV | |
| 2001 | -                      | -                 | -                        | La prueba no se llevó a cabo                                                                                                |
| 2002 | Johnny Gemmel          | Robert Paisley    | Subaru Impreza WRX       | |
| 2003 | Charlie Lubega         | Abed Musa         | Mitsubishi Lancer Evo IV | |
| 2004 | Charlie Lubega         | Abed Musa         | Mitsubishi Lancer Evo IV | |
| 2005 | Riyaz Kurji            | Sayed Kadri       | Subaru Impreza N10       | |
| 2006 | Riyaz Kurji            | Sayed Kadri       | Subaru Impreza N8        | La tripulación corrió con licencia keniana                                                                                  |
| 2007 | Conrad Rautenbach      | Peter Marsh       | Subaru Impreza N10       | |
| 2008 | Jamie Whyte            | Phil Archenoul    | Subaru Impreza N10       | |
| 2009 | Riyaz Kurji            | Sayed Kadri       | Subaru Impreza N8        | El premio se concedió póstumamente                                                                                          |
| 2010 | Jamie Whyte            | Phil Archenoul    | Subaru Impreza N10       | |
| 2011 | Ponsiano Lwakataka     | Musa Nsubuga      | Subaru Impreza N8        | |
| 2012 | Mohammed Essa          | Greg Stead        | Subaru Impreza N12       | |
| 2013 | Jas Mangat             | Gihan de Silva    | Mitsubishi Lancer Evo X  | |
| 2014 | Rajbir Rai             | Tim Challen       | Mitsubishi Lancer Evo X  | |
| 2015 | Jaspreet Singh Chatthe | Craig Thorley     | Mitsubishi Lancer Evo X  | |
| 2016 | Hassan Alwi            | Enock Olinga      | Subaru Impreza STi N14   | |
| 2017 | Manvir Singh Baryan    | Drew Sturrock     | Škoda Fabia R5           | |